# Tomb of the Mutilated
Tomb of The Mutilated er det tredje studiealbum af det amerikanske dødsmetal-band Cannibal Corpse, som blev udgivet i 1992 gennem Metal Blade Records, og det sidste album med guitarist Bob Rusay. På grund af det offensive indhold i sangteksterne blev albummet forbudt i Tyskland indtil juni 2006. 
På grund af hovedbemærkningen på Tomb of the Mutilated indeholder citater fra den amerikanske seriemorder Albert Fish, misforstås han ofte med at være stemmen i begyndelsen af "Addicted to Vaginal Skin". Denne båndtilståelse i begyndelsen af sangen kommer dog fra "Genesee River Killer", Arthur Shawcross.
Gruppen optrådte med "Hammer Smashed Face" i Ace Ventura: Pet Detective.

## Spor
1. "Hammer Smashed Face" – 4:04
2. "I Cum Blood" – 3:41
3. "Addicted to Vaginal Skin" – 3:31
4. "Split Wide Open" – 3:02
5. "Necropedophile" – 4:05
6. "The Cryptic Stench" – 3:57
7. "Entrails Ripped from a Virgin's Cunt" – 4:15
8. "Post Mortal Ejaculation" – 3:37
9. "Beyond the Cemetery" – 4:53

Live bonusspor fra albumgenudgivelse i 2002
1. "I Cum Blood" – 4:13

## Fodnoter
1. ↑  "Cannibal Corpse FAQ". Arkiveret fra originalen 9. maj 2008. Hentet 19. oktober 2009.